# Альбано-ді-Луканія
Альбано-ді-Луканія (італ. Albano di Lucania) — муніципалітет в Італії, у регіоні Базиліката,  провінція Потенца.
Альбано-ді-Луканія розташоване на відстані близько 340 км на південний схід від Рима, 21 км на схід від Потенци.
Населення — 1455 осіб (2014).
Щорічний фестиваль відбувається 15 червня. Покровитель — святий Віт di Lucania.

## Демографія
Населення за роками:

Станом на 1 січня 2023 року в муніципалітеті офіційно проживало 29 іноземців з 13 країн, серед них 4 громадяни країн Євросоюзу.

## Сусідні муніципалітети
- Бриндізі-Монтанья
- Кальчіано
- Кампомаджоре
- Кастельмеццано
- П'єтрапертоза
- Сан-Кірико-Нуово
- Тольве
- Трикарико
- Тривіньйо
- Вальйо-Базиліката